# 젬알토
젬알토(Gemalto)는 응용 소프트웨어, 스마트카드 및 토큰과 같은 보안 개인 장치, 전자 지갑 및 관리 서비스를 제공하는 국제적인 디지털 보안 회사였다. 2006년 6월 엑살토(Axalto)와 젬플러스 인터내셔널(Gemplus International)이라는 두 회사의 합병으로 설립되었다. 2018년 젬알토 N.V.(Gemalto N.V.)의 매출은 29억 6900만 유로였다.
2019년 4월 탈레스 그룹에 인수되어 현재 탈레스 DIS(Digital Identity and Security)로 운영되고 있다. 젬알토는 인수 전까지 세계 최대의 SIM 카드 제조업체였다.
텔라스 DIS는 네덜란드 암스테르담에 본사를 두고 있으며 여러 국가에 자회사와 그룹사를 두고 있다. 47개국에 110개 사무실, 24개 생산 현장, 47개 개인화 센터, 35개 R&D 센터, 약 15,000명의 직원을 두고 있다.

## 같이 보기
- 찰리카드
- 데라루
- 에스토니아 신분증
- 탈레스 그룹